# Bitwa o Zwoleń
Bitwa o Zwoleń – starcie zbrojne między oddziałami Armii Czerwonej a wojskami niemieckimi trwające od 14 stycznia do 15 stycznia 1945, skutkujące zdobyciem Zwolenia i zakończeniem władzy nazistowskiego reżimu III Rzeszy w mieście i okolicy.

## Przebieg walk
W wyniku pomyślnego przebiegu ofensywy styczniowej która ruszyła 12 stycznia 1945 roku z linii rzeki Wisły wojska radzieckie już 14 stycznia 1945 roku dotarły do Zwolenia. Miasto zostało przekształcone przez Niemców w silny punkt oporu. Na jego przedpolach wybudowano sieć transzei i schronów bojowych. Pierwsze do Zwolenia od strony wschodniej dotarły oddziały rozpoznawcze z 20 i 65 Brygady Pancernej należących do 11 Korpusu Pancernego dowodzonego przez gen. mjr Iwana Juszczuka. 
Przewidując silny opór Niemców, dowództwo radzieckie postanowiło wziąć miasto w kleszcze. Oprócz 11 KPanc w walkach o miasto wzięli też udział żołnierze z 25 Korpusu Piechoty dowodzonego przez gen. mjr Aleksandra Barinowa. Wspomniany Korpus należał do 69 Armii dowodzonej przez gen. płk. Władimir Kołpakczi. Jako pierwsi niemiecką obronę przełamali żołnierze z 218 Gwardyjskiego Pułku Piechoty z 77 Gwardyjskiej Dywizji Piechoty dowodonej przez gen. Wasilija Askalepowa. Walki w mieście trwały prawie do północy kiedy to opór niemiecki został złamany, jednak walki z niedobitkami przeciągnęły się do rana, tj. do godz. 5:00 15 stycznia 1945 roku. 